# Момотенко, Николай Петрович
Николай Петрович Момотенко (19 мая 1931 , село Сквира, теперь город Сквирского района Киевской области — 13 января 1981 , город Киев) — украинский советский деятель, председатель Украинского объединения Совета Министров УССР «Укрсельхозтехника», председатель Государственного комитета УССР по производству обеспечению сельского хозяйства Депутат Верховного Совета УССР 8—10-го созывов. Кандидат в члены ЦК КПУ в 1971—1981 годах.

## Биография
Родился в семье деревенского кузнеца.
Трудовую деятельность начал в 12-летнем возрасте подручным молотобойца, молотобойцем в кузнице Сквирской машинно-тракторной станции (МТС) Киевской области, а с 16 лет работал комбайнером Сквирской МТС.
После окончания семилетней школы поступил в Нежинский техникум механизации сельского хозяйства, который успешно окончил в 1952 году.
В 1952—1957 годах — студент факультета механизации сельского хозяйства Киевского сельскохозяйственного института (Украинской сельскохозяйственной академии). Три года руководил комсомольской организацией факультета механизации. Окончил институт в 1957 году, получив красный диплом инженера-механика.
Член КПСС с 1957 года.
В 1957—1958 годах — инженер-механик по комбайнам и сельскохозяйственным машинам, главный инженер Чернобыльской (Горностайпольской) машинно-тракторной станции (МТС) Киевской области. В 1958—1960 годах — директор Чернобыльской ремонтно-технической станции Киевской области.
В декабре 1960—1962 года — 1-й секретарь Бородянского районного комитета КПУ Киевской области.
В 1962—1963 годах — начальник Макаровского территориального производственного колхозно-совхозного управления Киевской области.
В 1963 — декабре 1964 года — 1-й заместитель председателя исполнительного комитета Киевского сельского областного совета депутатов трудящихся — начальник Киевского областного управления производства и заготовок сельскохозяйственной продукции.
В 1964—1970 годах — заместитель, 1-й заместитель председателя Украинского объединения Совета Министров УССР «Укрсельхозтехника».
4 февраля 1970—1978 года — председатель Украинского объединения Совета Министров УССР «Укрсельхозтехника». В 1978 — 13 января 1981 года — председатель Государственного комитета УССР по производственно-техническому обеспечению сельского хозяйства.

## Награды
- орден Ленина
- орден Октябрьской Революции
- два ордена Трудового Красного Знамени
- медали